# 장삭황마
장삭황마(長蒴黃麻, 학명: Corchorus olitorius 코르코루스 올리토리우스[*])는 아욱과의 관목이다. 원산지는 남아시아(인도, 파키스탄)다. 황마와 함께 황마포를 생산하는 데 쓰이는 주요 섬유 작물이며, 잎과 열매는 채소로 식용한다. 장삭황마 및 그 잎이 이집트 등지에서는 몰로키야(ملوخية)라 불리며, 여러 가지 국물 음식을 만들 때 쓰인다.

## 사진

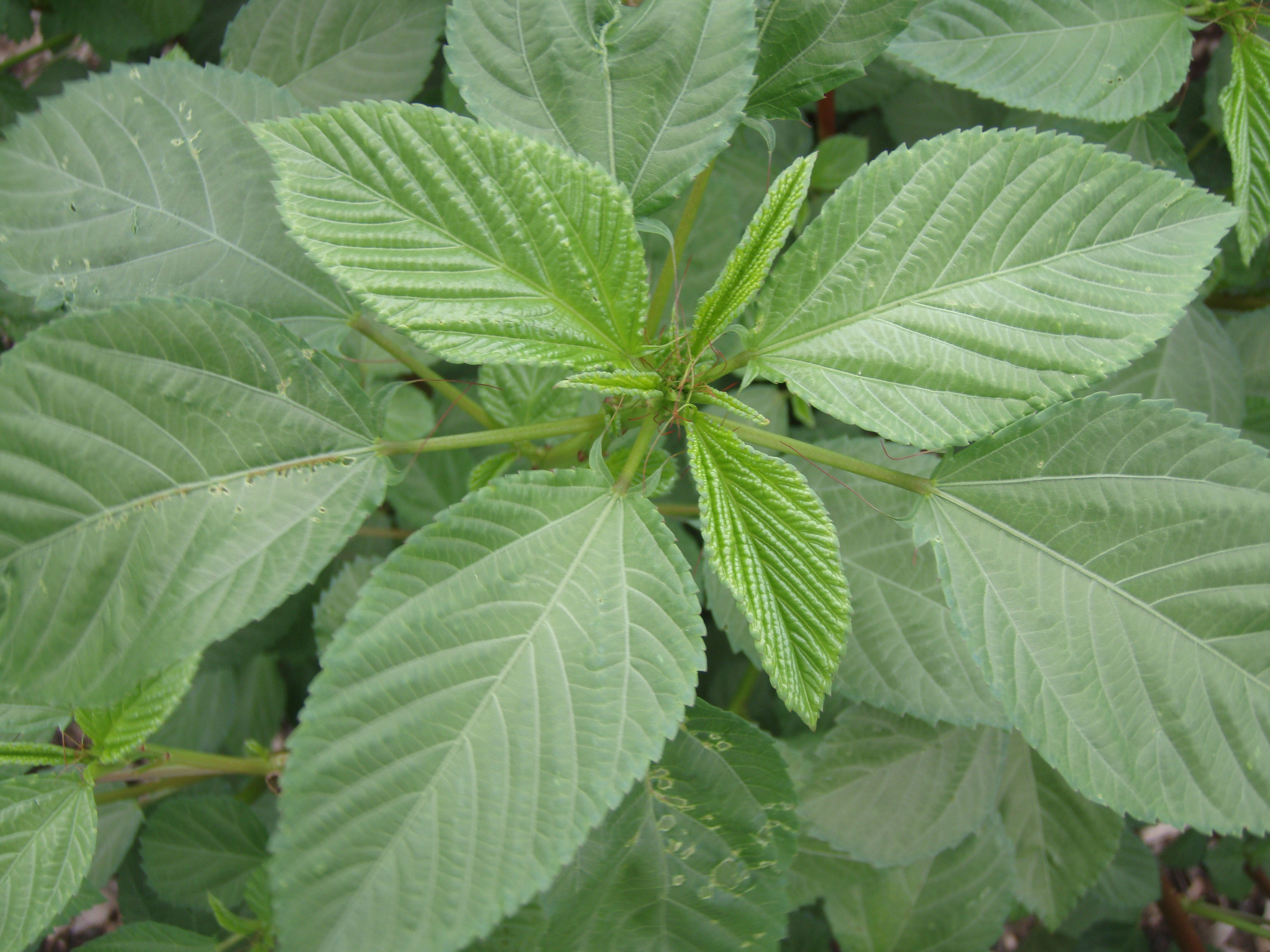
잎
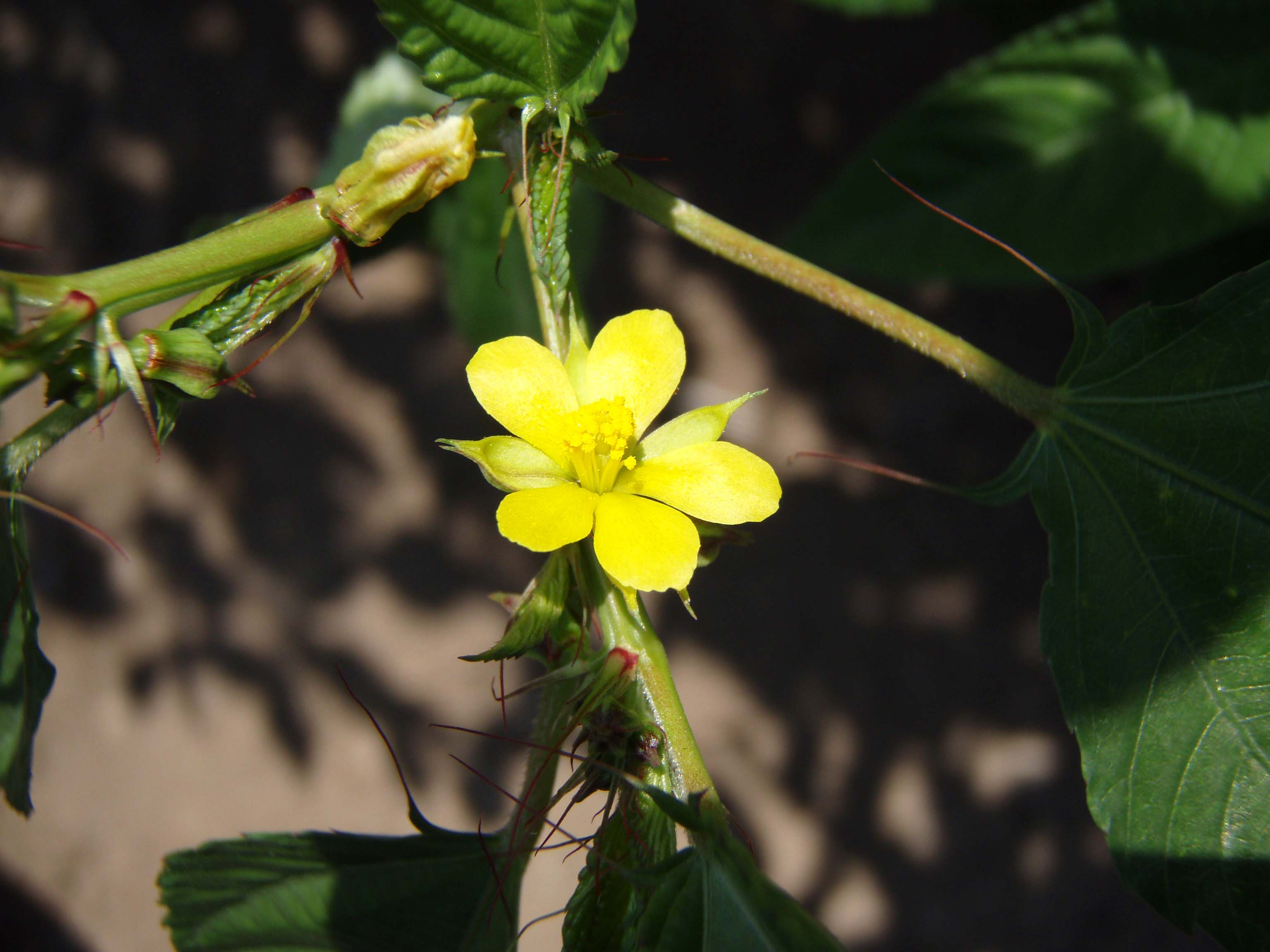
꽃

## 같이 보기
- 몰로키야
- 황마포